# Высоково (Брейтовский район)
Высоково — деревня в Брейтовском районе Ярославской области. Входит в состав Брейтовского сельского поселения.

## География
Находится в северо-западной части Ярославской области на расстоянии приблизительно 10 км на юг по прямой от административного центра района села Брейтово.

## История
В 1859 году здесь (деревня Мологского уезда Ярославской губернии) было учтено 22 двора, в 1898 — 25.

## Население
Численность населения: 119 человек (1859 год), 24 (русские 96 %) в 2002 году, 13 в 2010.